# 云开掌突蟾
云开掌突蟾（学名：Leptobrachella yunkaiensis），一种于中华人民共和国广东省西南部云开山地区发现的两栖动物，隶属于角蟾科掌突蟾属。其种加词“yunkaiensis”意为“云开山的”。

## 形态特征
云开掌突蟾雄蟾头体长25.9～29.3毫米，雌蟾头体长34～35.3毫米。身体背部呈黄棕色，具深棕色的明显的斑块和圆形斑点，并散布橙色的不规则斑块；指，小臂，跗部，大腿和小腿的背面皮肤有棕色的横条纹；腹部呈粉色，具清晰或不清晰的棕色斑点。虹膜双色，上半部分为铜黄色，下半部分为银色。

## 保护
本种于2023年被收录入《有重要生态、科学、社会价值的陆生野生动物名录》。